# 高橋三郎 (社会学者)
高橋 三郎（たかはし さぶろう、1937年 - ）は日本の社会学者。栃木県出身。

## 来歴
栃木県立栃木高等学校を経て、京都大学卒業。同大大学院文学研究科博士課程修了(社会学)。京都大学名誉教授。広島国際学院大学現代社会学部教授。

## 著書

### 単著
- 『強制収容所における「生」』（二月社, 1974年／新装版、世界思想社, 2000年）

### 共著
- （新田光子）『大学生入門』（世界思想社, 2001年）

### 編著
- 『共同研究・戦友会』（田畑書店, 1983年）

### 共編 著
- （大橋良介・高橋由典）『学問の小径――社会学・哲学・文学の世界』（世界思想社, 2006年）